# Ille-et-Vilaine
Ille-et-Vilaine (Il-ha-Gwilen på bretonska) är ett franskt departement i Bretagne. Huvudort är Rennes. Det är ett av de 83 departement Frankrike ursprungligen indelades i vid den Franska revolutionen.

## Geografi
Departementet ligger i regionen Bretagne och gränsar i väst till Morbihan och Côtes-d'Armor, i syd till Loire-Atlantique, i väst till Mayenne och Maine-et-Loire och i norr till Manche och till Engelska kanalen, närmare bestämt till Saint-Malo bukten.
Departementet genomflyts av floderna Ille, Vilaine, Rance och Couesnon.
Ille-et-Vilaine indelas i fyra arrondissement, vilka benämns efter sina huvudorter:
- Fougères - huvudort Fougères, 6 kantoner, 57 kommuner
- Redon - huvudort Redon, 7 kantoner, 53 kommuner
- Rennes - huvudort Rennes, 31 kantoner, 179 kommuner
- Saint-Malo -huvudort Saint-Malo, 9 kantoner, 63 kommuner

## Befolkning
Det bor 955 846 personer i departementet, 1997 passerade folkmängden Finistère som det folkrikaste departementet i Bretagne.
Av de 352 kommunerna i Ille-et-Vilaine, har sju av dem mer än 10 000 invånare (2007):
- Rennes, 207 922 invånare, departementshuvudstad och största stad i Bretagne. Frankrikes 10:e största stad.
- Saint-Malo, 48 563 invånare
- Fougères, 20 678 invånare
- Vitré, 16 691 invånare
- Cesson-Sévigné, 15 261 invånare
- Bruz, 15 031 invånare
- Dinard, 10 643 invånare

## Historia
- 1790 : skapades departementet Ille-et-Vilaine med 9 distrikt : 
  - Bain-de-Bretagne
  - Dol
  - Fougères
  - La Guerche-de-Bretagne
  - Montfort
  - Redon
  - Rennes
  - Saint-Malo
  - Vitré
- 1800 : omorganiserades departementet, och 6 arrondissement skapades:
  - Fougères
  - Montfort
  - Redon
  - Rennes
  - Saint-Malo
  - Vitré
- 1926 : avskaffades Montfort och Vitré
- 1993 : bytte Montfort namn till Montfort-sur-Meu

## Språk
Franska är det dominerande språket i området. Det keltiska språket bretonska har i princip aldrig talats öster om linjen Mont-Saint-Michel/Pornic, en linje som går genom departementet. Det romanska språket gallo förekommer i departementet, och exempelvis Rennes tunnelbana har tvåspråkiga skyltar på gallo och franska.